# Adony
Adony (tidigare: Duna-Adony, tyska: Adam) är en stad och kommun i distriktet Dunaújváros i provinsen Fejér i centrala Ungern. Den ligger vid Donau, cirka 44 kilometer sydväst om centrala Budapest. Kommunen har 4 031 invånare (2024), på en yta av 61,05 km².